# Richard Herrmann
Richard Herrmann   (Katowice, 28 de gener de 1923 - Frankfurt del Main, 27 de juliol de 1962) fou un futbolista alemany de les dècades de 1940 i 1950.
Fou 8 cops internacional amb la selecció de futbol d'Alemanya amb la qual participà a la copa del Món de futbol de 1954.
Pel que fa a clubs, destacà a 1. FC Kattowitz i FSV Frankfurt.